# Podoscirtodes americanus
Podoscirtodes americanus är en insektsart som först beskrevs av Henri Saussure 1878.  Podoscirtodes americanus ingår i släktet Podoscirtodes och familjen syrsor. Inga underarter finns listade i Catalogue of Life.